# Varga Szimeon
Varga Szimeon (bolgárul Симеон Варга, Budapest, 1971. október 20.) magyarországi bolgár művelődésszervező, közéleti személyiség. 2010 és 2014 között a Bolgár Országos Önkormányzat alelnöke, 2014-től az Országgyűlés első nemzetiségi szószólója.

## Életpályája
Vegyes házasságban született, édesanyja bolgár. 1989-ben érettségizett a Hriszto Botev Általános és Szakközépiskolában, ahol idegenvezetői és idegenforgalmi szervezői képesítést szerzett. Ezt követően szakmájában kezdett el dolgozni. Emellett 2005 és 2008 között elvégezte a Szent István Egyetem művelődésszervező szakát, valamint 2016-tól a Nemzeti Közszolgálati Egyetem nemzetközi tanulmányok szakos hallgatója. Aktív szereplője a soroksári közéletnek, 2010-ben a Soroksári Polgárőrség Egyesület elnökévé választották, valamint több soroksári alapítvány kuratóriumi tagja.
A magyarországi bolgár közéletnek fiatal kora óta résztvevője, 2000 és 2009 között a Bolgár Ifjúsági Egyesület elnöke volt, 2002-ben pedig a Magyarországi Bolgárok Egyesülete közgyűlési tagja lett. 2002-ben a soroksári bolgár nemzetisági önkormányzat elnökévé választották, valamint a Bolgár Országos Önkormányzatba is bekerült. Emellett 2007-ben a Pest megyei bolgár nemzetiségi önkormányzat vezetését is átvette. A 2010-es önkormányzati választás után az Bolgár Országos Önkormányzat alelnökeként is tevékenykedett. A 2014-es országgyűlési választáson a bolgár nemzetiségi lista vezetője volt. Mivel a lista nem szerzett kedvezményes mandátumot, így Varga lett az Országgyűlés első nemzetiségi szószólója. Emiatt lemondott minden önkormányzati pozíciójáról. 2015-ben a magyarországi nemzetiségek képviseletében a hungarikum-bizottságnak is tagja lett. A 2018-as országgyűlési választáson ismét a bolgár nemzetiségi lista élére választották.